# International Relations and Security Network
Az International Relations and Security Network (ISN) egy online információs szolgáltatás, mely a nemzetközi kapcsolatok (International Relations, IR) és a biztonságpolitika témaköréhez kapcsolódó nyílt hozzáférésű forrásokat szolgáltat. Az ISN-t a Zürichi Szövetségi Műszaki Főiskola (Eidgenössische Technische Hochschule Zürich, ETH Zürich) biztonságpolitikai intézete (Center for Security Studies) működteti.

## Áttekintés
Az ISN-t 1994-ben alapították azzal a céllal, hogy fejlessze az együttműködést a biztonságpolitikai intézetek között, és hogy a kutatások és tanulmányok széles körben elérhetővé váljanak. Az ISN-t a Svájci Szövetségi Védelmi, Polgárvédelmi és Sportminisztérium, és az ETH Zürich finanszírozza.

## Tevékenység
- Digitális könyvtár: Az ISN egyik alapvető szolgáltatása, mely több mint 60000[4] publikációt és multimédiás anyagot tartalmaz a nemzetközi kapcsolatok, biztonság- és védelempolitika, fejlesztéspolitika és a nemzetközi politikai gazdaságtan témakörében. A könyvtár többek között tartalmazza könyvek teljes szövegét, working paper-eket, kormányjelentéseket, folyóiratcikkeket, politikai rövid elemzéseket, blogbejegyzéseket, videó- és hanganyagokat, amit az ISN 249[5] partnerintézménye az ISN rendelkezésére bocsátott. Ezenkívül a könyvtár tartalmaz egy több mint 3000 Think-Tank-et, egyetemi intézetet, kutatóintézetet, civil szervezetet (non-governmental organization, NGO), és más intézményeket tartalmazó listát, melyek a nemzetközi kapcsolatok és a biztonságpolitika területén tevékenykednek.[6]
- ISN Dossziék és kiemelt anyagok (Dossiers and Features): Az ISN a partnerintézményekkel és nemzetközi szakértőkkel közösen rendszeresen megjelentet egy, a biztonságpolitikai szempontból releváns multimédia-dossziét. Emellett minden nap új elemzések és blogbejegyzések, és rendszeresen hang- és videóanyagok kerülnek fel az ISN kezdőlapjára.
- Partnerek és közösségek (Partners and Communities): Az ISN körülbelül 50 ország 249 partnerintézményével tart fenn kapcsolatokat.[7] Ez a hálózat egyetemi intézetekből, kutatóintézetekből, Think-Tank-ekből, nemzetközi szervezetekből, civil szervezetekből (NGO) és állami intézményekből tevődik össze.[8]